# Her Majesty (sång av The Beatles)
Her Majesty (Lennon–McCartney) är en låt av The Beatles inspelad och utgiven 1969.

## Låten och inspelningen
Her Majesty är en skämtsam bagatell (möjligen en liten drift med drottningen) som Paul McCartney spelade in den 2 juli 1969. Man lade först in den i medleyt på andra sidan av Abbey Road (mellan "Mean Mr. Mustard" och "Polythene Pam") men bad sedan andre ljudteknikern John Kurlander att klippa bort den. Han hade dock fått instruktioner att aldrig slänga något The Beatles gjorde och lade istället in snutten precis efter "The End". "The End" var avsedd att avsluta Abbey Road men efter 20 sekunders tystnad dök alltså "Her Majesty" upp på grund av redigeringen. McCartney gillade effekten och bad därför Kurlander att låta den vara och låten blev därmed den sista på LP:n Abbey Road som utgavs i England och USA den 26 september respektive den 1 oktober 1969. Låten stod dock inte officiellt med i låtförteckningen på den ursprungliga vinyl-LP:n Abbey Road 1969. Det gjorde den först i samband med den första överföringen till CD på 1980-talet.

## Medverkande
- Paul McCartney – sång, akustisk gitarr